# Hana Dostalová
Hana Dostalová, v tisku obvykle chybně jako Hana Dostálová (11. listopadu 1890, Poděbrady – 25. února 1981, Praha) byla česká malířka, ilustrátorka, textilní a sklářská návrhářka. Navrhovala rovněž knižní úpravy. Sestra herečky Leopoldy Dostalové a režiséra Karla Dostala.

## Život
Otec Leopold Dostal (1835–1907) byl spolumajitelem poděbradského pivovaru, matka Marie, rozená Kallmünzerová (1847–1917) byla za svobodna herečkou Prozatímního divadla, kde vystupovala pod pseudonymem Marie Horská.
V letech 1920–1924 studovala na Umělecko-průmyslové škole v Praze. Souběžně studovala i na Filosofické fakultě University Karlovy. Žačka V. H. Brunnera. Poté studovala soukromě v Paříži, Drážďanech a v Mnichově. Byla členkou SVU Mánes.

## Dílo

### Samostatné výstavy
- 1933 Topičův salon, Praha
- 1944 Topičův salon, Praha
- 1951 Galerie Práce, Praha

### Ilustrace a knižní úpravy
- Viktor Dyk: Zmoudření dona Quijota, KDA, svazek 182, Praha : Kamilla Neumannová, 1922
- Jaroslav Durych: Píseň milostná, obálka, nakladatelská značka, pět kreseb a úprava Hany Dostalové, Praha : Otakar Štorch-Marien – Aventinum, 1928 – bibliofilie